# El gran estreno de Mickey
El gran estreno de Mickey (Mickey's Gala Premier) es un cortometraje de animación producido en 1933 por Walt Disney Productions y dirigido por Burt Gillet. En él aparecen caricaturas de varios actores de cine del Hollywood de la época.

## Sinopsis
Una nueva película de Mickey Mouse está a punto de estrenarse en el Grauman's Chinese Theatre en Hollywood. Varias celebridades de Hollywood llegan en limusinas para atender al evento. En el exterior, los Keystone Cops (Ben Turpin, Ford Sterling, Mack Swain, Harry Langdon y Chester Conklin) se encargan de guardar el tráfico.
De la primera limusina salen Wallace Beery, Marie Dressler, Lionel Barrymore, John Barrymore y Ethel Barrymore (todos vestidos como en la película de 1932 Rasputín y la zarina). Después Laurel y Hardy salen del coche y cierran la puerta. En su interior asoman por la ventana los Hermanos Marx.
En la siguiente escena, Maurice Chevalier, Eddie Cantor (vestido como en la película The Kid from Spain) y Jimmy Durante se turnan cantando frente a un micrófono. Les siguen Jean Harlow, Joan Crawford (vestida como en la película de 1932 Lluvia) y Constance Bennett, continuando la canción. Finalmente, Harold Lloyd, Clark Gable, Edward G. Robinson y Adolphe Menjou se unen para concluir la canción.
Sid Grauman saluda a todos los invitados. George Arliss y Joe E. Brown entran con normalidad, pero Charlie Chaplin se cuela. Después Buster Keaton entra, seguido por los hermanos Marx, todos escondidos bajo el abrigo de Groucho Marx. Mae West entra, vestida como en la película She Done Him Wrong), y pronuncia su famosa frase, "¿Por qué no te acercas a verme alguna vez?", que impresiona y avergüenza a Grauman.
Después, Mickey Mouse, Minnie Mouse, Pluto, Horace Horsecollar y Clarabelle llegan en limusina y son recibidos por el público con vítores. Una vez dentro del teatro, se proyecta la nueva película, Gallopin' Romance. El argumento trata de que Mickey y Minnie tocan música juntos, cuando de repente aparece Pete, secuestra a Minnie y se la lleva en un caballo (que resulta ser Horace). Mickey le persigue y le derrota al final, salvando a Minnie.
Mientras se proyecta el corto, todos los invitados se mueven al ritmo del amúsica. Se puede ver a Helen Hayes, William Powell, Chester Morris, Gloria Swanson y George Arliss. En la siguiente escena se puede ver a Jimmy Durante, Wallace Beery, Marie Dressler, Rudy Vallee, Joan Crawford, Will H. Hays (vestido de rey en referencia a su posición como "líder de la censura") y Greta Garbo. Más tarde, aparecen riéndose Ed Wynn, Wheeler & Woolsey y Laurel & Hardy. Bela Lugosi (vestido de Drácula), Fredric March (vestido de Mr. Hyde) y Boris Karloff (vestido de monstruo de Frankenstein) hacen lo mismo, pero con risa diabólica. Joe E. Brown se ríe tan fueter que su boca se abre descomunalmente, mientras Buster Keaton mantiene su famosa cara de póker. Jimmy Durante y Douglas Fairbanks se ríen tanto que cae retorciéndose en el suelo, y se les unen Groucho Marx, Joe E. Brown, Charlie Chaplin, Harold Lloyd y Oliver Hardy.
Al terminar la proyección, todo el público aplaude y comienzan a felicitar a Mickey por su éxito. Pero Mickey es tan tímido que Will Rogers tiene que tirar de él con una cuerda. Todos los actores de Hollywood comienzan a estrecharle las manos (y los pies) para felicitarle. Greta Garbo sube al escenario y comienza a cubrir de besos la cara de Mickey. Es cuando Mickey despierta mientras Pluto le está lamiendo la cara, revelando que todo ha sido un sueño.
Otras celebridades de Hollywood que aparecen son Constance Bennett, Warner Baxter y Walt Disney (la cuarta persona por la izquierda, en la escena en la que todos los actores se apartan ante la llegada de Garbo).